# Občina Šentjur
Občina Šentjur (do leta 2002 Občina Šentjur pri Celju) je ena od občin v Republiki Sloveniji. Sedež in upravno središče občine je v mestu Šentjur, kjer živi tudi največ prebivalcev. Občina Šentjur se razteza na 222,3 kvadratnih kilometrih, kar jo umešča na 23. mesto med slovenskimi občinami, s 19.225 prebivalci pa je po velikosti na 19. mestu. Del ozemlja je bila nekdaj tudi današnja Občina Dobje.

## Seznam županov
- Jurij Malovrh (1994 - 2002)
- mag. Štefan Tisel (2002 - 2010)
- mag. Marko Diaci (2010 - )

## Simboli občine

#### Grb
Glej stran: Grb Občine Šentjur

#### Zastava
Glej stran: Zastava Občine Šentjur

#### Himna
Himna Občine Šentjur je skladba Domovini, katere avtor je Šentjurčan Benjamin Ipavec, besedilo pa je napisal Radoslav Razlag.

#### Praznik
Praznik Občine Šentjur je 24. septembra. Praznik se vsako leto obeleži z osrednjo občinsko proslavo in slavnostno sejo občinskega sveta.

## Zgodovina občine

#### Od ustanovitve do 1918
Celjski okrajni glavar je, po sprejetem cesarskem patentu iz 7. marca 1849, februarja 1850 izdal seznam novoustanovljenih občin v celjskem okraju. Med novoustanovljenimi občinami je bila tudi občina Sv. Jurij ob Južni železnici. Delovanje občine pa je bilo določeno z zakonom, izdanim 2. maja 1864. Občina Sv. Jurij je tako do razpada Avstro-Ogrske zajemala krajevne občine Dobje, Dramlje, Globinjak, Kalobje, Loka, Planina pri Sevnici, Presečno, Prevorje, Slivnica pri Celju, Sv. Jurij ob Južni železnici, Sv. Jurij okolica, Šentvid pri Planini, Žusem in večino občine Ponikva.

#### Medvojno obdobje
V obdobju Dravske banovine so sledile nove spremembe, predvsem na področju obsega posameznih občin, njihovo število pa je bilo zmanjšano. Območje občine Sv. Jurij pa je bilo razdeljeno med celjsko in šmarsko okrožje.

#### Okupacija
Med drugo svetovno vojno je bila občina Šentjur, pod nemško okupacijo, preimenovana v občino Anderburg. Občina pa je obsegala katastrske občine: Šentjur, Sv. Primož, Pletovarje, Grobelno, Dobje, Lokarje, Krajnčica, Rifnik, Goričica, Sv. Rozalija, Kameno, Dramlje, Podgrad, Sv. Uršula in Tratna.

#### Povojni razvoj
Po koncu vojne je bilo, na področju današnje občine Šentjur, v letu 1945 oblikovanih 19 Krajevnih narodnoosvobodilnih odborov, ki so se do leta 1946 preimenovali v Krajevne ljudske odbore, njihovo število pa se je zmanjšalo na 12. Z letom 1952 pa je vlada Ljudske republike Slovenije sprejela nov zakon za oblikovanje Občinskih ljudskih odborov. Na območju Šentjurja je nastalo 6 Občinskih ljudskih odborov: Šentjur, Planina, Ponikva, Slivnica, Žusem in Dramlje. V letu 1955 so bili vsi Občinski ljudski odbori, z izjemo Planine pri Sevnici, združeni v enotno občino Šentjur pri Celju. Planina pri Sevnici je ostala samostojna občina, do leta 1957, ko je bila priključena k občini Šentjur pri Celju.

#### Od 1991 do danes
Občina Šentjur pri Celju je v takšnem obsegu delovala do slovenske osamosvojitve. Zadnje ozemeljske premembe v občini Šentjur pa so se odvile v letu 1998, ko se je iz občine izločila novoustanovljena občina Dobje.

## Naselja v občini
Bezovje pri Šentjurju, Bobovo pri Ponikvi, Boletina, Botričnica, Brdo, Brezje ob Slomu, Bukovje pri Slivnici, Cerovec, Črnolica, Dobje pri Lesičnem, Dobovec pri Ponikvi, Dobrina, Dole, Dolga Gora, Doropolje, Dramlje, Drobinsko, Golobinjek pri Planini, Gorica pri Slivnici, Goričica, Grobelno, Grušce, Hotunje, Hrastje, Hruševec, Hrušovje, Jakob pri Šentjurju, Jarmovec, Javorje, Jazbin Vrh, Jazbine, Jelce, Kalobje, Kameno, Kostrivnica, Košnica, Krajnčica, Krivica, Laze pri Dramljah, Loka pri Žusmu, Lokarje, Loke pri Planini, Lopaca, Lutrje, Marija Dobje, Okrog, Osredek, Ostrožno pri Ponikvi, Paridol, Planina pri Sevnici, Planinca, Planinska vas, Planinski Vrh, Pletovarje, Podgaj, Podgrad, Podlešje, Podlog pod Bohorjem, Podpeč nad Marofom, Podpeč pri Šentvidu, Podvine, Ponikva, Ponkvica, Prapretno, Primož pri Šentjurju, Proseniško, Rakitovec, Razbor, Repno, Rifnik, Sele, Slatina pri Ponikvi, Slivnica pri Celju, Sotensko pod Kalobjem, Spodnje Slemene, Srževica, Stopče, Straška Gorca, Straža na Gori, Svetelka, Šedina, Šentjur, Šentvid pri Planini, Šibenik, Tajhte, Tratna ob Voglajni, Tratna pri Grobelnem, Trno, Trnovec pri Dramljah, Trška Gorca, Turno, Uniše, Vejice, Vezovje, Visoče, Vodice pri Kalobju, Vodice pri Slivnici, Vodruž, Voduce, Vodule, Voglajna, Vrbno, Zagaj pri Ponikvi, Zalog pod Uršulo, Zgornje Selce, Zgornje Slemene, Zlateče pri Šentjurju, Žegar

## Krajevne skupnosti
Občina Šentjur ima trinajst krajevnih skupnosti, od tega je ena mestna.
- Krajevna skupnost Blagovna
- Krajevna skupnost Dolga gora
- Krajevna skupnost Dramlje
- Krajevna skupnost Gorica pri Slivnici
- Krajevna skupnost Grobelno
- Krajevna skupnost Kalobje
- Krajevna skupnost Loka pri Žusmu
- Krajevna skupnost Planina pri Sevnici
- Krajevna skupnost Ponikva
- Krajevna skupnost Prevorje
- Krajevna skupnost Šentjur - Rifnik
- Krajevna skupnost Vrbno-Podgrad
- Mestna skupnost Šentjur

## Vzgoja in izobraževanje

#### Predšolska vzgoja
- Vrtec Šentjur
  - Enota Kalobje
  - Enota Šentjur
  - Enota Pešnica
  - Enota Ponikva
  - Enota Hruševec
  - Enota Dramlje
  - Enota Blagovna
  - Enota Slivnica (Gorica pri Slivnici)
  - Enota Loka
  - Enota Prevorje

#### Osnovne šole
- Osnovna šola Blaža Kocena Ponikva
- Osnovna šola Dramlje
- Osnovna šola Franja Malgaja Šentjur
  - POŠ Blagovna
- Osnovna šola Hruševec Šentjur
  - POŠ Kalobje
- Osnovna šola Planina pri Sevnici
- Osnovna šola Slivnica pri Celju
  - POŠ Loka pri Žusmu
  - POŠ Prevorje

#### Srednja šola
- Šolski center Šentjur, srednja poklicna in strokovna šola (9 izobraževalnih programov)

#### Glasbena šola
- Glasbena šola skladateljev Ipavcev Šentjur

#### Terciarno izobraževanje
- Ljudska univerza Šentjur
- Šolski center Šentjur, višja strokovna šola

## Turizem

### Naravna dediščina
Občina Šentjur ima na svojem območju več osrednjih turističnih točk. Med najbolj poznane točke naravne dediščine sodijo Slivniško jezero, potomka Stare trte, eno od redkih rastišč velikonočnice (Pulsatilla grandis) in navadne jarice idr.

### Kulturna dediščina
Med osrednje točke kulturne dediščine spada Ipavčeva hiša, v kateri so živeli in delovali člani skladateljske in zdravniške družine Ipavec. Med drugim tudi Benjamin, Gustav in Josip Ipavec, ki so avtorji enih najbolj ponarodelih slovenskih pesmi, kot so Kje so tiste stezice, Kje so moje rožice, Imel sem ljubi dve ipd. Josip Ipavec je tudi avtor prvega slovenskega baleta Možiček. Njihova hiša je danes spremenjena v muzej s sodobno tehnologijo virtualne resničnosti in avtentičnim pohištvom. Ipavčeva hiša spada med najbolj impozantne stavbe v Zgornjem trgu, ki je leta 2015 prejel nagrado za najlepše trško jedro.
V Zgornjem trgu se nahaja tudi spominska soba verjetno najbolj znanega šentjurskega vokalnega sestava New Swing Quartet, ki je v svojih najuspešnejših letih koncertiral tudi pred papežem Janezom Pavlom II., za svoje delovanje pa je prejel več nagrad, ki so prav tako razstavljene v spominski sobi. V isti stavbi je na ogled tudi stalna zbirka Zakladi Rifnika, v kateri so zbrani eksponati, najdeni v Arheološkem parku Rifnik, nedaleč od mesta Šentjur.
V mestu Šentjur se med osrednjimi točkami nahaja tudi Muzej južne železnice, ki obiskovalce z rekonstrukcijo stare železniške postaje vas popelje v čas nastanka proge Gradec—Celje. Stavba se nahaja ob današnji železniški postaji. Med eksponati so kretniška bločna postavljalnica (Stellwekerken), signalne in progovne naprave, parna lokomotiva serije 62 z vodnim napajalnikom in strojno lopo ter prometni in brzojavni urad, personalna fotografska soba ˝Ujeti trenutki ob železnic cesti Gradec- Celje˝, prostori transportno-manipulativne službe ter pisarna vodje muzeja v originalno obnovljenem objektu Muzeja južne železnice Šentjur.
Nad Planini pri Sevnici, ki se nahaja na jugu občine, se nahajo ostanki gradu Planina, ki je izpričan že od leta 1190. Na poslopju stoji obnovljena grajska kašča, prav tako grajski park in turška lipa, pod katero je pokopan med turškimi vpadi padel turški poveljnik. V parku sta tudi kostanjev in lipov drevored. Nekoliko nižje od gradu stoji tudi stari pranger (sramotilni steber). V kraju so tudi tri muzejske zbirke; Muzejska zbirka Planina - Etnološka zbirka Šmid, ki prikazuje predmete in orodja, ki so jih ljudje na tem delu Kozjanskega v 19. in 20. stoletju uporabljali pri vsakdanjih opravilih. Zbirka Kozjansko žari, nad katero bdi Muzej novejše zgodovine Celje, predstavlja obdobje druge svetovne vojne na Kozjanskem. Tretja zbirka Čar izročila predstavlja življenje in delu etnologa Nika Kureta.
Občina se zadnja leta usmerja v razvoj butičnega turizma, s čimer želi privabiti dodatne goste.
| Kazalnik                                         | Stanje v letu 2012 | Stanje v letu 2020 |
| ------------------------------------------------ | ------------------ | ------------------ |
| Prihodi turistov                                 | 1.045              | 5.000              |
| Število obiskovalcev zbirk                       | 2.500              | 10.000             |
| Število turističnih kmetij                       | 11                 | 15                 |
| Število nočitev                                  | 6.078              | 10.200             |
| Nastanitvene kapacitete – število stalnih ležišč | 73                 | 95                 |

## Mednarodna povezovanja
- Francija; Saint Florent sur Cher,
- Nemčija; Neu Anspach,

S Saint Florent sur Cherjem in Neu Anspachom se Občina Šentjur od leta 2006 povezuje pod imenom Trilaterala. Leta 2014 v Daint Florentu eno novo zgrajenih ulic poimenovali Rue de la Slovénie - Slovenska ulica.

### Pobratena Občina
- Srbija; Občina Požega,

## Galerija
- Slivniško jezero
- Šentjur